# Толедо
Вижте пояснителната страница за други значения на Толедо.
Толѐдо (на испански: Toledo) е град в Централна Испания, център на провинция Толедо и столица на автономната област Кастилия-Ла Манча. Разположен е в меандър на река Тахо, на 75 километра югозападно от Мадрид. Населението му е около 76 000 души (2005).

## История
Толедо съществува от древността под името Толетум (Toletum), като през 193 пр.н.е. е превзет от римския военачалник Марк Фулвий Нобилиор. Римляните използват удобното му разположение, ограден от три страни от река Тахо, и го превръщат във важна крепост и голяма военна колония.
През 5 век Толедо е завладян от вестготите, а в края на 6 век крал Лиувигилд го превръща в тяхна столица. В града се провеждат 18-те Толедски събора, на третия от които крал Рекаред I преминава от арианството към православието (589).
След завладяването на Толедо от маврите през 8 век, неговият разцвет продължава. Наричан на арабски Тулайтулах (طليطلة), градът е важен културен и икономически център, в който съжителстват маври, мосараби и евреи. Той става известен в Европа и Ислямския свят с производството на стомана, най-вече на висококачествени мечове и други оръжия.
Толедо остава под контрола на маврите до 25 май 1085, когато кастилският крал Алфонсо VI го превзема. Под прекия контрол на кралете на Кастилия в града дълго време се запазва религиозната толерантност. Тук процъфтява и културно сътрудничество между учените които през XII и XIII век, превеждат много научни и религиозни трудове от арабски език на латински и кастилски испански и формират известна школа за преводачи (на испански: Escuela de Traductores de Toledo).
Започналите в края на 15 век репресии срещу евреи и маври постепенно довеждат Толедо до упадък. Важността му в политически план съвсем намалява, след като през 1561 крал Филип II премества кралския двор в Мадрид. Но в културно отношение градът продължава да се развива, а в края на века тук се установява Ел Греко.

## Известни личности
Родени в Толедо
- Алфонсо X (1221 – 1284), крал
- Брунхилда (543 – 613), кралица на франките
- Гарсиласо де ла Вега (1503 – 1536), поет
- Елеонора ди Толедо (1522 – 1562), херцогиня на Тоскана
- Йосиф Каро (1488 – 1575), равин
- Фелисиано Лопес (р. 1981), тенисист
- Хуана Кастилска (1479 – 1555), кралица

Починали в Толедо
- Алфонсо VI (1040 – 1109), крал
- Атанагилд (?-567), крал
- Ел Греко (1541 – 1614), художник
- Гундемар (?-612), крал
- Елеонора Арагонска (1402 – 1445), кралица на Португалия
- Енрике III (1379 – 1406), крал
- Балдасаре Кастильоне (1478 – 1529), писател и дипломат
- Леовигилд (?-586), крал
- Сизебут (?-621), крал
- Сизенанд (?-636), крал

## Побратимени градове
- Аахен, Германия от 1985 г.
- Ажан, Франция от 22 юни 1973 г.
- Велико Търново, България[3]
- Дамаск, Сирия
- Емполи, Италия
- Йерусалим, Израел
- Корпъс Кристи, САЩ
- Нара, Япония
- Толедо, САЩ
- Хавана, Куба